# Karin Månsdotter (film)
Karin Månsdotter è un film del 1954 diretto da Alf Sjöberg.